# Mirko Hrgović

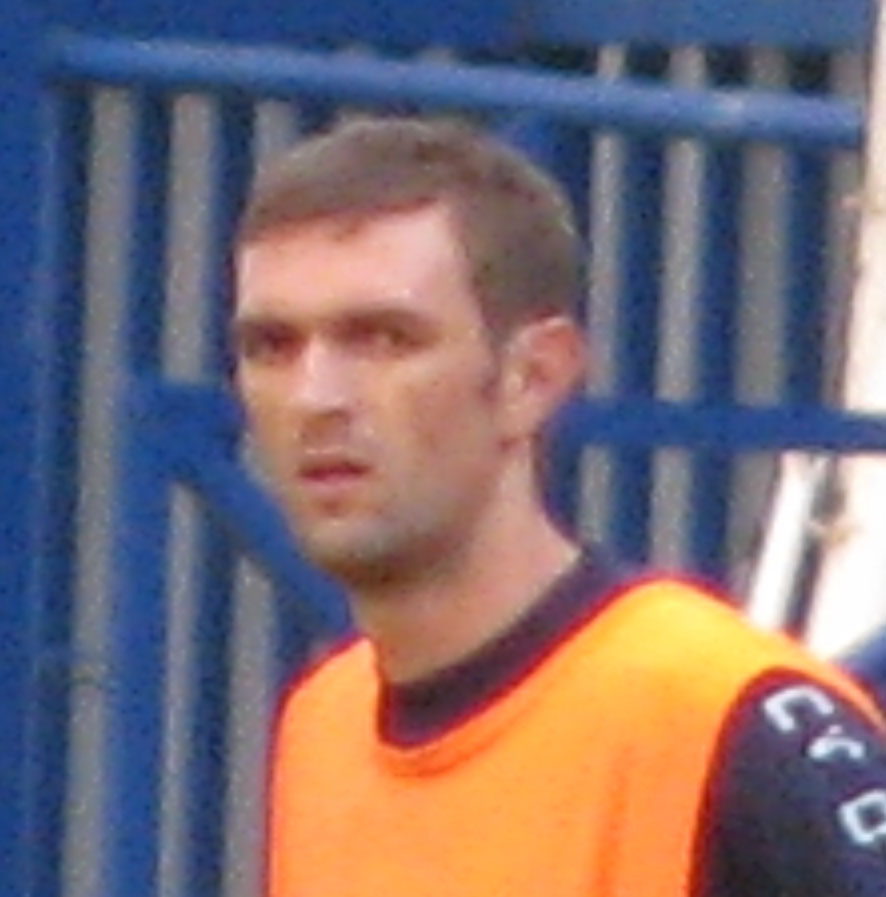
Mirko Hrgović

Mirko Hrgović, född 5 februari 1979 i Sinj, Jugoslavien, är en kroatisk-född bosnisk före detta fotbollsspelare. Han har spelat och i Bosnien och Hercegovinas landslag. 
Hrgović har även spelat för bosniska NK Široki Brijeg, tyska VfL Wolfsburg samt japanska JEF United Chiba och Gamba Osaka. 